# リュウノウジュ
リュウノウジュ (竜脳樹、学名：Dryobalanops aromatica) は、フタバガキ科リュウノウジュ属に分類される常緑高木。種小名 aromatica は、ダンマル樹脂が匂うことを表すラテン語（aromaticus = 芳香のある）に由来する。
最大65メートルさらには75メートルまで成長する超高木である。リュウノウジュは、樹木の葉が互いに接触しないよう成長するクラウン・シャイネス（英: crown shyness）と呼ばれる行動がみられる樹種の1つとして知られる。
カール・ゲルトナーの Supplementum Carpologicae 第3巻、p. 49 (1805年) で記載された。

## 分布
インドネシア（スマトラ島、ボルネオ島）、ブルネイ、マレーシア

## 用途
この種は樟脳の主な原料の１つであり、香や香水に使用され、金以上の価値があった時にはボルネオへアラブの交易商が引き寄せられた。
木材としての名前は、カポール（Kapur）と呼ばれる。
リュウノウジュの樹幹の空隙に析出される竜脳は、生薬として中枢神経系への刺激による気付けの効果を期待して利用される。

## 人間との関係
森林伐採やアブラヤシなどのプランテーションへの転換などによる自生地の破壊、木材採取や抽出物のための伐採などにより、個体数は減少している。

## リュウノウジュ属
リュウノウジュ属（Dryobalanops）はカール・ゲルトナーがリュウノウジュを記載した際に新設された属であり、7種全てがボルネオに自生しており、ボルネオ以外では確認されていない種も含まれる。リュウノウジュを除く6種は以下の通りである。分類情報および分布情報は Plants of the World Online に従う。
- Dryobalanops beccarii Dyer カポールメラ（サバ名: kapur merah）[3] - マレー半島、ボルネオに自生。
- Dryobalanops fusca Slooten - ボルネオ西部にのみ自生。
- Dryobalanops keithii Symington カポールダウンブッサル（サバ名: kapur daun besar）[3] - ボルネオ北東部にのみ自生。
- Dryobalanops lanceolata Burck カポールパジ（ボルネオ名: kapur paji）[3] - ボルネオ固有種。
- Dryobalanops oblongifolia Dyer ナガバリウノウ（別名: ケラダン[3]、マレー語: keladan）[9] - ボルネオ（サラワク州、カリマンタン）に自生。
- Dryobalanops rappa Becc. カポールパヤ（マレー語: kapur paya）[3] - ボルネオ北部および北西部にのみ自生。